# أدريان السادس
هدريانوس السادس (Hadrianus VI) وُلد باسم فلورنسون بويينس (أوترخت، 2 مارس 1459 - روما، 14 سبتمبر 1523) البابا الثامن عشر بعد المئتين للكنيسة الكاثوليكية في الفترة من عام 1522 حتى موته.

## روابط خارجية
- أدريان السادس على موقع الموسوعة البريطانية (الإنجليزية)
- أدريان السادس على موقع إن إن دي بي (الإنجليزية)